# Hyposoter validus
Hyposoter validus là một loài tò vò trong họ Ichneumonidae.